# ولام
ولام (بالفرنسية: Ouallam) هي إدارة في النيجر، تقع في تيلابيري، بلغ عدد سكانها 327,224  نسمة وذلك حسب إحصائيات سنة 2012، عاصمتها ولام ‏، تبلغ مساحتها 22,093 كيلومتر مربع.